# Gynoplistia (Gynoplistia) elnorae
Gynoplistia (Gynoplistia) elnorae is een tweevleugelige uit de familie steltmuggen (Limoniidae). De soort komt voor in het Neotropisch gebied.